# Río Turbio (Verde)
El río Turbio es un curso natural de agua que fluye en la Región de Aysén y vierte sus aguas al lago Verde.

## Historia
Luis Risopatrón lo describe en su Diccionario Jeográfico de Chile (1924):: 910 
Turbio (Río). Es de corto caudal, corre hácia el NE i afluye al estremo W del lago Verde, tributario del río Figueroa.